# Стирниене (станция)
Сти́рниене (латыш. Stirniene) — железнодорожная станция на линии Крустпилс — Резекне II. Находится на территории посёлка Стирниене Вараклянской волости Вараклянского края в Латгалии, Латвия.

## История
Станция открыта в 1913 г. под названием Айзкалниеши. Переименована в Стирниене в 1921 г.. 